# Die vergessene Tür
Die vergessene Tür ist ein Kinderbuch von Paul Maar aus dem Jahr 1982.

## Personen
- Willi Gutbrod: Vater, 36 Jahre
- Karin Gutbrod: Mutter, 34 Jahre
- Steffi Gutbrod, Tochter, 10 Jahre
- Markus Gutbrod, Sohn, 6 Jahre

## Handlung
Beim Mittagessen fällt Markus ein alter Schlüssel in die Spinatschüssel. Seinem Vater fällt beim genauen Anschauen auf, dass er genau so aussieht wie der Schlüssel, den er als Kind verloren hatte und mit dem er eine Tür auf dem Dachboden aufschließen konnte. Doch sie finden die Tür nicht mehr.
Zwei Tage später findet Markus die Tür wieder. Der Schlüssel passt, und sie sehen sich im zweiten Stock vor einer üppigen Wiese, die von der Sonne beschienen ist, während es doch draußen seit Tagen regnet.
Frau Gutbrod will die Wiese nicht erkunden, denn sie will sich von ihrer Tätigkeit als Briefträgerin ausruhen. So gehen Vater, Sohn und Tochter gemeinsam los. Die Tür fällt hinter ihnen ins Schloss, und sie können sie am blauen Himmel kaum noch erkennen. Damit sie den Ausgang wiederfinden, häufen sie Gras auf und gehen los.
Die nächste Überraschung ist, dass Herr Gutbrod einschrumpft und wieder zu einem Jungen wird. Auf ihrer Erkundung sehen sie ein Känguru mit einem nölenden Kakadu im Beutel. Es handelt sich dabei um einen Austauschschüler, dem das Leben bei der Kängurufamilie nicht behagt.
Als Nächstes stellen sie fest, dass der moosbewachsene Erdhügel mit Baum, auf dem sie standen, ein riesiger Hirsch war, der sich jetzt erhebt und Willi und Steffi Gutbrod mit sich fortträgt. Auf der Suche nach ihnen kommt Markus an einem Knusperhäuschen vorbei und an einem Rentier. Endlich gelangt er zu einer Auskunft, die aber von einem mürrischen Auskunftsbeamten besetzt ist, der ihm nicht weiterhilft. Endlich findet er seine Angehörigen auf einer Buche sitzend wieder, auf die sie vom Geweih des Hirsches geklettert sind.
Jetzt wollen sie schnell zurückgehen, Willi Gutbrod wird wieder groß wie ein Erwachsener, doch eine Schafherde hat den Grashaufen, mit dem sie den Ausgang markiert hatten, weggefressen. Verzweifelt suchen sie nach der Tür, da öffnet sie sich plötzlich und Frau Gutbrod ruft sie zum Essen.

## Adaptionen
Die vergessene Tür wurde 1985 von der Augsburger Puppenkiste als Puppenspiel adaptiert.